# کیریل تومانوف
کیریل تومانوف (روسی: Кирилл Львович Туманов؛ ۱۳ اکتبر ۱۹۱۳ – ۴ فوریهٔ ۱۹۹۷) تاریخ‌نگار و تبارشناس اهل امپراتوری روسیه بود. آثار وی تأثیر زیادی روی برداشت جهان غرب از وضعیت قفقاز (گرجستان و ارمنستان)، ایران و امپراتوری بیزانس در قرون وسطی گذاشته‌است.